# Football Amateur Club de Nice 1920
 Câu lạc bộ bóng đá nghiệp dư de Nice 1920, thường được gọi là FAC Nice hay đơn giản là F.A.C, là một câu lạc bộ bóng đá Pháp có trụ sở tại thành phố Nice. Câu lạc bộ được thành lập vào năm 1920, giải thể vào năm 2010 và được thành lập lại vào năm 2018.

## Sân vận động
Từ năm 1920 đến năm 1934, Nice đã chơi các trận đấu trên sân nhà tại Stade Bonfils, hiện tại là sân Stade Alfred-Méarelli. Đối với mùa giải chuyên nghiệp ở giải đấu hai của Pháp vào năm 1933/1934, Nice chỉ chơi một trận tại Stade du Ray.

## Danh hiệu

### Danh hiệuCôteGuyzur
- Giải đấu cao nhất 
  - Vô địch (1): 1929-1930 [3]

### Cúp Pháp
- Thành tích tốt nhất 
  - 1/64 °: 1929-1930 [4]
  - 1/12 °: 1930-1931 [5]
  - 1/12 °: 1931-1932 [6]

## Bản sắc của Câu lạc bộ

### Thay đổi tên
- 1920-1933: Câu lạc bộ bóng đá nghiệp dư de Nice
- 1933-1934: Câu lạc bộ bóng đá Athlétic de Nice
- 1934-1939: Câu lạc bộ bóng đá nghiệp dư de Nice
- 1945-2010: Câu lạc bộ bóng đá nghiệp dư Clémenceau de Nice
- Từ năm 2018: Câu lạc bộ bóng đá nghiệp dư de Nice 1920 [7]